# Serge Vallin
Pour les articles homonymes, voir Vallin.
Serge Vallin, pseudonyme de Maurice de Meester, est un cinéaste français, assistant réalisateur et directeur de production, né le 23 juin 1906 à Dunkerque, mort le 24 novembre 1991  à Flers (Orne).

## Assistant réalisateur
- 1931 : Grains de beauté de Pierre Caron
- 1938 : Les Otages de Raymond Bernard
- 1938 : Êtes-vous jalouse ? d'Henri Chomette
- 1940 : Cavalcade d'amour de Raymond Bernard
- 1943 : Lumière d'été de Jean Grémillon
- 1946 : Le 6 juin à l'aube de Jean Grémillon
- 1947 : Quai des Orfèvres d'Henri-Georges Clouzot
- 1949 : Miquette et sa mère d'Henri-Georges Clouzot
- 1951 : Le Cap de l'espérance de Raymond Bernard
- 1952 : Le Petit Monde de don Camillo (Don Camillo) de Julien Duvivier
- 1952 : Les Belles de nuit de René Clair
- 1953 : Un acte d'amour d'Anatole Litvak
- 1953 : La Maison du silence (La voce del silenzio) de Georg-Wilhelm Pabst
- 1954 : Ulysse (Ulysses), de Mario Camerini
- 1954 : Huis clos de Jacqueline Audry
- 1955 : French Cancan de Jean Renoir
- 1955 : La Lumière d'en face de Georges Lacombe
- 1955 : Les Grandes Manœuvres de René Clair
- 1956 : Elena et les Hommes de Jean Renoir
- 1956 : Les Aventures de Till l'espiègle de Gérard Philipe et Joris Ivens
- 1957 : Porte des Lilas de René Clair
- 1958 : Les Misérables de Jean-Paul Le Chanois
- 1960 : Moderato cantabile de Peter Brook
- 1960 : La Vérité d'Henri-Georges Clouzot
- 1961 : Tout l'or du monde de René Clair (uniquement directeur de production)
- 1961 : Le Miracle des loups de André Hunebelle
- 1962 : Le Repos du guerrier de Roger Vadim
- 1965 : Le Corniaud de Gérard Oury
- 1965 : Les Fêtes galantes de René Clair
- 1965 : La Fabuleuse Aventure de Marco Polo de Denys de La Patellière
- 1966 : La Grande Vadrouille de Gérard Oury
- 1968 : Histoires extraordinaires de Roger Vadim